# Olivia Hardt
Olivia „Liv“ Hardt (* 20. Juni 1988 in Texas als Olivia Reichardt) ist eine US-amerikanische Schauspielerin.

## Leben
Hardt besuchte die McKinney North High School in McKinney, Texas. Später zog sie nach Kalifornien, um ihre Schauspielkarriere zu beginnen. Sie begann 2005 und 2006 mit zwei Episodenrollen in der Fernsehserie Zeit der Sehnsucht mit dem Schauspiel. 2007 folgte eine Nebenrolle in Fantastic Movie. Im selben Jahr war sie in je einer Episode der Fernsehserien Dirt und Punk’d zu sehen. 2008 verkörperte sie in insgesamt 13 Episoden der Fernsehserie Hot Hot Los Angeles die Rolle der Skylar. Zuletzt war sie 2012 in Arachnoquake und  2013 in Getting Back to Zero zu sehen.

## Filmografie
- 2005–2006: Zeit der Sehnsucht (Days of Our Lives) (Fernsehserie, 2 Episoden, verschiedene Rollen)
- 2006: Campus Ladies (Fernsehserie, Episode 2x02)
- 2007: Fantastic Movie (Epic Movie)
- 2007: Dirt (Fernsehserie, Episode 1x10)
- 2007: Punk’d (Fernsehserie, Episode 8x07)
- 2007: Entourage (Fernsehserie, Episode 4x03)
- 2007: Life (Fernsehserie, Episode 1x01)
- 2007: The Beast (Fernsehfilm)
- 2008: Las Vegas (Fernsehserie, Episode 5x18)
- 2008: Primitive Technology (Kurzfilm)
- 2008: Hot Hot Los Angeles (Fernsehserie, 13 Episoden)
- 2009: The Mentalist (Fernsehserie, Episode 1x11)
- 2009: Spring Breakdown – Alter schützt vor Party nicht (Spring Breakdown)
- 2009: The Lost Archives of Quincy Taylor (Kurzfilm)
- 2011: Son of Morning
- 2012: Arachnoquake (Fernsehfilm)
- 2013: Getting Back to Zero